# Arisaema kishidae
Arisaema kishidae är en kallaväxtart som beskrevs av Tomitaro Makino och Takenoshin Nakai. Arisaema kishidae ingår i släktet Arisaema och familjen kallaväxter. Inga underarter finns listade.